# Fate (juego)
Fate es un juego de rol basado en Fudge (sistema de juego de rol). No tiene ningún género o estética definida y es completamente personalizable. Está diseñado para limitar las obstrucciones a la interpretación de roles mediante la reducción de las tiradas de dados.
Desarrollado por Fred Hicks y Rob Donoghue; la primera edición fue publicada a comienzos de 2003,  y la última versión (4ª edición) se realizó mediante Micromecenazgo en Kickstarter en 2013. 

## Sistema

Escala de probabilidades en Fate

Fate deriva del sistema Fudge principalmente por la escala verbal y el uso de Dados Fudge, sin embargo la mayoría de versiones de Fate descartan el uso de atributos como Fuerza o Inteligencia. En vez de eso, usa una larga lista de habilidades y asume que todos los personajes son mediocres en todas las habilidades excepto en aquellas en las que el personaje explicitamente define que es bueno en ellas. Las habilidades tienen la función de ayudar a realizar una de las cuatro acciones: Atacar, Defender, Sobrepasar un obstáculo o Crear una ventaja. Habilidades excepcionales se definen con el uso de Aspectos y Proezas.
Un aspecto es una descripción simple de algo notable sobre el personaje o la escena. Un aspecto relevante puede ser invocado para ganar un extra a una tirada (añadiendo +2, o permitiendo relanzar los dados); esto normalmente cuesta al jugador o al DJ un punto de destino. Los aspectos además pueden llegar a influenciar en la historia ofreciendo a la persona con el aspecto un punto de destino (que pueden rechazar gastando uno de los suyos) por ponerle en una desventaja relacionada con el aspecto. Un ejemplo mencionado en el libro de reglas hace referencia al DJ invocando el aspecto de un PJ (Personaje Jugador) Rivales en la Collegia Arcana para determinar que esos rivales les atacan en el baño cuando no tienen acceso a su equipamiento. Los aspectos de situación se usan para describir la escena, y pueden ser creados y usados por el DJ, o por los jugadores usando la acción de crear ventaja con una habilidad relevante. 
Las proezas son habilidades excepcionales que garantizan al jugador un beneficio específico; pueden provenir de una lista de proezas proveniente de las reglas, o mediante guías creadas por los autores del juego. Los aspectos, por otro lado, son siempre definidos por el jugador. Por ejemplo, una jugadora puede elegir dar a su personaje un aspecto como "musculosa"; durante la partida, la jugadora podrá invocar esos aspectos para conseguir un bonus temporal en una situación relevante. Los aspectos pueden referenciar a las pertenencias del personaje, por ejemplo el personaje Indiana Jones podría tener el Aspecto "Látigo y Fedora".

## FATE contra Fate
Cuando el sistema se publicó originalmente FATE se consideraba un acrónimo de "Fudge Adventures in Tabletop Entertainment" (Aventuras Fudge en Entretenimiento de Mesa) y más tarde "Fantastic Adventures in Tabletop Entertainment" (Aventuras Fantásticas en Entretenimiento de Mesa). Recientemente FATE se ha simplificado a Fate y ya no es un acrónimo.

## Recursos OGL de Fate
Existieron preocupaciones por el hecho de que Fudge restringiera su licencia "abierta" y con ello forzara a Fate a cambiar a otra mecánica básica, estos miedos han sido calmados una vez Fudge fue lanzada con Licencia de Juego Abierto.
Fate tiene asociado un grupo de Yahoo! para debatir sobre el sistema de juego y compartir escenarios y conversiones de otros Juegos de rol

## Fate 3ª Edición
La 3ª versión de Fate no fue un RPG genérico como las anteriores dos versiones, estaba establecido en el género Pulp. Se llamó Spirit of the Century y fue nominado en 2007 a un premio ENnie por las mejores reglas. Las reglas de la 3ª edición también se usan en el juego de rol Dresde Files. Los documentos de referencia de sistema para Spirit of the Century y Diaspora  se encietran disponibles. Otros juegos de rol se basan en las mecánicas de Fate 3.0.

## Fate Básico (4ª edición) y Fate Acelerado
Una nueva edición fue publicada en 2013 con el nombre de Fate Básico, siendo un sistema genérico de nuevo, fue financiado mediante un exitosa campaña de micromecenazgo, y lanzada bajo dos licencias de Contenido libre:  CC BY 3.0 y Licencia de Juego Abierto.
Como resultado del esfuerzo de micromecenazgo, Evil Hat Productions lanzó Fate Acelerado, una versión más dinámica de las reglas con la intención de meter a los jugadores en el juego más rápido. Una diferencia notable es que las habilidades son remplazadas por seis "estilos" al afrontar problemas: Cauto, Furtivo, Ingenioso, Llamativo, Rápido y Vigoroso. Los estilos pueden usarse para las cuatro acciones posibles.

## Kickstarter
Para lanzar la nueva versión de fate, Evil Hat Productions empezó una campaña en Kickstarter que pedía 3,000$.
Al final de la campaña habían recaudado 433,365$ y expandido la línea de producto de forma significante, añadiendo dos libros con escenarios y un libro con herramientas para modificar el sistema.

## Premios
En los Indie RPG Awards de 2003. Fate ganó los siguientes premios:
- Primer premio - Mejor juego gratuito del año
- Primer premio - Mejor soporte
- Tercer premio - Indie RPG del año
- Recipient - Andy's Choice Award

Fate también ha ganado los iguientes premios ENnie:
- 2015 Mejor juego familiar, Silver Winner - Atomic Robo The Roleplaying Game[10]
- 2014 Mejor web, Silver Winner for Fate SRD; Mejor apoyo/Accesorio Silver Winner por Eldritch Fate Dice; Mejor Juego Familiar, Gold Winner por Fate Acelerado; Mejor Juego, Gold Winner por Fate Básico; Mejor Producto Relacionado con los RPG, Silver Winner por Strange Tales of the Century; Mejor reglamento, Gold Winner por Fate Básico; Mejor Suplemento, Silver Winner por Fate System Toolkit; Producto del año, Silver Winner por Fate Básico[11]
- 2011 Mejor juego, Gold Winner; Mejor Juego Nuevo, Gold Winner; Mejores Valores de Producción, Silver Winner; Mejores Reglas, Gold Winner; Mejor Escritura, Gold Winner; Producto del año, Silver Winner — Dresden Files Roleplaying Game[12]
- 2008 Nominado a Mejor Suplemento — Spirit of the Season[13]
- 2007  Mejores Reglas, Silver Winner; Mejor Juego, Mención Honorifica — Spirit of the Century[14]